# みなさん、さようなら (小説)
『みなさん、さようなら』は、久保寺健彦による日本の小説および映画作品。第一回パピルス新人賞受賞作。

## あらすじ
1981年芙六（ふろく）小学校から107人の卒業生が巣立っていった。卒業生たちは全員芙六団地に住んでおり、渡会悟もその中の一人だった。団地の敷地内には商店街があり八百屋、本屋、服屋、理髪店などある程度のものは団地の外に行かなくても間に合った。小学校を卒業して中学生になるはずだった悟は団地の中だけで生きていくことを決意する。
中学校の教師が悟の部屋まで訪れて学校に来るように説得するが、「中学校なんて時間の無駄。読み書き計算できれば生活できる」と悟の意思は固い。そんな悟の考えに母・日奈は「団地の中だけでも生きていけるわよ」と後押しする。
学校に行かない悟は自分で決めたスケジュールに合わせて1日を過ごし始める。朝5時に起きて乾布摩擦やラジオ講座を聴いたり読書をしたり、ジョギングや筋トレをこなす。また夜には団地内に住む同級生たちの部屋を巡回する「パトロール」も欠かさない。テレビで見た大山倍達に感化され、悟のモットー「団地の人間は俺が守る」の言葉通り強い男になることを夢見る。
悟は1日も中学校に通わないまま「卒業」扱いになり、就職も団地内のケーキ屋の主人・泰二郎に雇ってもらい働き出す。ちょっと変わった友達の憲明や、思春期の悟を誘惑する有里たちと団地内で過ごしながら年を重ねていく。しかしそんな中、団地に住む同級生たちは毎年徐々に引っ越して行き、悟に別れを告げて団地を後にする。
20歳になった悟は、小学校の頃から好意を寄せていた早紀と同窓会で久しぶりに再会して、思いを打ち明けて交際を始める。団地内でデートを重ねる2人だったが、ある時早紀が「悟と一緒に団地の外にあるカラオケボックスに行きたい」と言い出す。大好きな彼女の願いを叶えるため団地の敷地内と外をつなぐ階段を降りようとする悟だったが、途中で倒れてしまう。

## 登場人物
渡会悟（わたらいさとる）
小学校の卒業式で起きたとある事件がきっかけとなり、団地の中だけで生活しようと決意する。団地内に住む同級生の家を毎晩パトロールしている。
渡会日奈（わたらいひな）
悟の母。悟と二人暮らし。普段は看護師として働いている。
緒方早紀（おがたさき）
悟の同級生。悟が好意を寄せている女性。有里とは同じ高校に通う。悟をなんとか団地の外に出そうとする。
薗田憲明（そのだのりあき）
悟の親友。悟と時々会っては仲良く過ごしたり、後にケーキ屋を手伝う。悟が夜に行う団地の「パトロール」のことを「夜の散歩」と称している。
松島有里（まつしまゆり）
悟の隣の部屋に住んでいる。表向きは優等生だが、悟の部屋ではタバコを吸うなどの意外な一面を見せる。
堀田マリア
物語の数年後に団地に住むようになったブラジル人の女の子。一人称は「俺」。
堀田エルザ
マリアの妹。
マリアの母
なかなかの美人で、エルザによると千葉県の松戸の工場で働いているとのこと。
堀田
マリアとエルザの父であるがマリアとは血はつながっていない。
山田泰二郎
10号棟にあるケーキ屋『タイジロンヌ』の主人。悟が何か失敗すると「お前の給料から引いておく」が口癖。
憲明の母
羽鳥九三（キューちゃん）
将来の夢は俳優。
加賀田亮（加賀やん）
啓太やん
森健（モーちゃん）
中学生の頃に悟やチョロ松たちと他の中学校の生徒とケンカした。
先生
悟が行くはずだった中学校教師。悟の家まで訪問して学校に来るように説得する。
滑川
堀田の仲間。茶髪のロン毛をくくっているのが特徴。マリアにナイフをちらつかせて人質に取る。
佐藤
堀田の仲間。細身の男。堀田たちと共に悟の目の前でマリアを襲おうとする。

## 映画
2013年1月26日に全国公開された。配給はファントム・フィルム。『アヒルと鴨のコインロッカー』、『ポテチ』に続いて監督：中村義洋×主演：濱田岳のコンビで同名小説を映画化。
生まれ育った団地から出ずに生きる男の成長を描き、濱田は主人公・渡会悟の13歳から30歳までを演じた。

### キャスト
渡会悟（わたらいさとる）
演 - 濱田岳
昭和43年9月10日生まれ。小学校の時は無遅刻・無欠席だった。本来なら中学生になるはずが団地の中だけで生活しようと決意。それ以来学校にも通わず団地の中だけで過ごし始め、16歳になった頃に団地内のケーキ屋に就職。
『不言実行、有言有責任、自負自尊』を自分の信条にしている。ある時たまたまたテレビで見た大山倍達の特集に感銘を受けて憧れの存在となる。モンブランケーキが大好き。
日課として体力づくりや筋トレをしている。また団地内に住む同級生の家を毎晩パトロールしている。頼まれていないが本人は「団地の人間は俺が守る」という意識を持っている。団地の中だけで生きるという変わった考えを実践しているが、小学校の同級生からは卒業後も変わらず慕われている。
渡会日奈
演 - 大塚寧々
悟の母。悟と二人暮らし。普段は看護師として働いている。大らからな性格で「団地の中だけで生きる」と言って中学校に行かなくなった悟も本人のやりたいようにやらせている。好きなケーキは、モカケーキ。

#### 悟の同級生
緒方早紀
演 - 倉科カナ
悟が好意を寄せている女性。有里とは同じ高校に通う。悟ほど執着はないが団地を愛している。団地内の保育園で就職するために学校に通っている。
小学校の同窓会で会ったのを機に交際を始める。密かに悟と一緒に団地の外にデートに行きたいと思っている。
薗田憲明
演 - 永山絢斗
悟の親友。パート勤めの母と二人暮らし。おとなしい性格で内股でナヨナヨしている。このような性格と見た目により中学校に入ってからいじめられるようになったとのこと。悟と時々会っては仲良く過ごしたり、後にケーキ屋を手伝う。悟が夜に行う団地の「パトロール」のことを「夜の散歩」と称している。
松島有里
演 - 波瑠
悟の隣の部屋に住んでいる。高校1年生ぐらいまでは表向き優等生を演じていたが、作中、悟の前では中学卒業後からタバコを吸っている。悟には批判的なことも含めて本音をぶつけたり、悩みを聞いたり、ときには異性として誘惑する。しかし、悟と肉体関係を持つ気はない。
悟と自身の部屋のベランダにはそれぞれ風鈴があり、2つをつなぐヒモをどちらかが鳴らすと相手をベランダに呼び出す呼び鈴となっている。

#### マリアの家族
堀田マリア
演 - ナオミ・オルテガ
物語の数年後に団地に住むようになったブラジル人の女の子。一人称は「俺」。団地内のグラウンドで遊んでいた所、悟と知り合った。サッカーが得意で一人でリフティングなどをしている。養父との関係が悪く、暗い表情をした影のある子。
堀田エルザ
演 - サマエ・パンタ
マリアの妹。小学校低学年ぐらいの女の子。堀田とは血のつながりがあるのかは不明だが、堀田に優しくされている。ゴミが散乱した部屋で暮らしている。
マリアの母
演 - マリアナ・ファリア
なかなかの美人で、エルザによると千葉県の松戸の工場で働いているとのこと。
堀田
演 - 田中圭
マリアとエルザの父であるがマリアとは血はつながっていない。マリアのことを嫌っていて、マリアの体に虐待でできたアザがあったり、学校にも行かせてない。
マリアと仲良くしだした悟のことを良く思っておらず、挑発的な態度を見せる。

#### その他団地の住人
山田泰二郎
演 - ベンガル
10号棟にあるケーキ屋『タイジロンヌ』の主人。一般的なケーキ屋と違い一見の客は全くと言っていいほど来ないため、団地内の人間に絞った入念なマーケティングに基づきケーキを販売している。
後に従業員になった悟にはやや厳しいが面倒見は悪くない。悟には自ら「俺のことは『師匠』と呼べ」と言って呼ばせるようになった。悟が何か失敗すると「お前の給料から引いておく」が口癖。
憲明の母
演 - 水木薫
体調を崩して顔を見せない憲明の代わりに事情を悟に説明した。
ケーキ屋の主婦
演 - 山野海
ケーキ屋に訪れて、従業員の憲明に対し冗談（詳しい内容は不明）を言ったつもりが泣かせてしまう。
商店街の主婦
演 - 志保
10数年間、団地から出たことがない悟に「あなたどこかおかしいんじゃないの？」と批判的なことを言う。

#### その他悟の同級生
羽鳥九三
演 - 北本哲也
キューちゃん　将来の夢は俳優。悟の同級生たちが小学校の文集に将来の夢を書いているが、その夢を叶えた数少ない人物。端役だが作中のテレビドラマに出演した。
加賀田亮（加賀やん）
演 - 川村亮介
啓太やん
演 - 野口翔馬
森健（モーちゃん）
演 - 西原信裕
中学生の頃に悟やチョロ松たちと他の中学校の生徒とケンカした。

#### その他
横田先生
演 - 安藤玉恵
悟が行くはずだった中学校教師。悟の家まで訪問して学校に来るように説得する。
中学時代のケンカ仲間
演 - チョロ松
悟とは同じ学年だが別の小学校出身。他校の中学生とケンカした時に悟と同じ小学校の友だちづてで悟に加勢してもらう。悟が加勢する条件として「団地内でケンカをすること」と悟の友達に言われたため怪訝な顔をする。
堀田の仲間・滑川
演 - 堀井茶渡
茶髪のロン毛をくくっているのが特徴。マリアにナイフをちらつかせて人質に取る。
堀田の仲間・佐藤
演 - 山川和俊
細身の男。堀田たちと共に悟の目の前でマリアを襲おうとする。

### スタッフ
- 監督・脚本 - 中村義洋
- 脚本 - 林民夫
- 音楽 - 安川午朗
- 主題歌 - エレファントカシマシ「sweet memory」
- 撮影 - 小林元
- 照明 - 堀直之
- 美術 - 高橋泰代
- 録音 - 西山徹
- 編集 - 松竹利郎
- 助監督 - 平林克理、松本壇、野村愛
- アクションコーディネーター - 吉田浩之（補佐：鈴村直樹）
- 特別協力 - 極真会館
- 特別協力 - 辻調グループ
  - 製菓総合監修・指導 - 山崎直也（エコール 辻 東京）
  - パティシエ - 上野啓介
- ロケ協力 - 八王子市、八王子フィルムコミッション運営協議会、八王子観光協会、武蔵村山市、正栄食品工業 ほか
- プロデューサー - 宇田川寧、山口敏功、長坂淳子
- 制作協力 - ダブ
- 企画・制作プロダクション - スモーク
- 製作委員会メンバー - ジェネオン エンタテインメント、ファントム・フィルム、スモーク、日本出版販売、テレビ大阪、TSUTAYA